# Hydrelia ochrearia
Hydrelia ochrearia là một loài bướm đêm trong họ Geometridae.